# アピアショッピングセンター
アピアショッピングセンターは、富山県富山市稲荷元町にある複合商業施設である。通称はアピア、キャッチコピーはhappy life アピア。

## 概要
- 建物概要 - 鉄骨造り3階一部4階建て[1]
- 総工費 - 約33億円[1]
- 延床面積 - 19,600m2[1]
- 店舗面積 - 12,315m2（内訳は物販7,860m2、飲食526m2、サービス業749m2、スポーツ施設3,180m2）[1]
- 駐車場 - 1,000台分[1]

テナントについては、概ね1階が食品スーパーと飲食店およびサービス施設、2階が衣料品と雑貨売り場、3階が開店当時は日本海側最大規模であった会員制スポーツクラブの『アピアスポーツクラブ』となっている。この他、アピアカルチャークラブやフィットリハ アピアウエルネス、ホットコラーゲンヨガ＆ハンモックスタジオ hot on Beautyも入居している。
最新のテナントの入居状況については、公式サイトのSHOPガイドを参照。

## 沿革
1983年3月に商業活動調整協議会にて結審し、1984年9月に佐藤鉄工の跡地にて着工した。1985年4月26日に当時富山県内で最大規模の共同店舗としてオープンした。当時のキーテナントは、総合食品チューリップ、総合衣料サザン富山など。
開店当時は『協同組合富山ショッピングセンター』により運営されていたが、1994年4月1日に店舗名と同じ『アピア』に改称され、2009年に株式会社化された。
2017年4月19日には、シニア層の誘客を強化するため、2階部分をリニューアルしている。これ以外にも、度々リニューアルを行っている。
2025年7月1日、キーテナントのアルビスが、アピアからの要請を受けて同社の株式を取得し子会社化すると発表した。これを機にアルビスはアピアの株をそれまで保有していた2割に加え5割を追加取得し筆頭株主となる。同時に、2027年までに近くの稲荷公園も含めたSCの建て替えおよびアリーナ・ホテル・マンションの整備を一体的に行う再開発計画が中止になったことも発表された。この時点で建て替えの予定は無い。

## 交通アクセス[8]
- 富山地方鉄道本線・不二越線
  - 稲荷町駅から徒歩1分。
- コミュニティバス「まいどはや」
  - アピア前停留所から徒歩1分。